# Drosophila trapezifrons
Drosophila trapezifrons är en tvåvingeart som beskrevs av Toyohi Okada 1966. Drosophila trapezifrons ingår i släktet Drosophila och familjen daggflugor.
Artens utbredningsområde är Nepal och Taiwan.